# Ebrahim Ghasempour
Ebrahim Ghasempour (in persiano: ابراهیم قاسم پور; Abadan, 24 agosto 1956) è un allenatore di calcio ed ex calciatore iraniano, di ruolo centrocampista.

## Palmarès

### Giocatore

#### Competizioni nazionali
- Campionato iraniano: 1

PAS Teheran: 1977
- Campionato saudita: 1

Al-Nassr: 1980-1981
- Coppa della Corona del Principe saudita: 1

Al-Nassr: 1980-1981
- Qatar Stars League: 4

Al-Arabi: 1982-1983, 1990-1991
Al-Rayyan: 1985-1986
Al-Sadd: 1988-1989
- Emir of Qatar Cup: 1

Al-Arabi: 1982-1983
- Sheikh Jassem Cup: 1

Al-Arabia: 1982-1983

#### Competizioni internazionali
- AFC Champions League: 1

Al-Sadd: 1988-1989